# Characoma sexilinea
Characoma sexilinea är en fjärilsart som beskrevs av Bethune-Baker 1909. Characoma sexilinea ingår i släktet Characoma och familjen trågspinnare. Inga underarter finns listade i Catalogue of Life.